# Галски рат
Под појмом Галски рат подразумева се војни поход који је предузео римски војсковођа Гај Јулије Цезар против „слободне Галије“ у периоду од 58. до 51/50. п. н. е.
Најважнији извор о рату представља спис који је Цезар написао под насловом De bello Gallico чију је 8. књигу написао један његов официр, Аул Хирције. Ово дело, које је и у књижевном смислу веома успешно, омогућује тачно праћење похода. И поред тога треба имати у виду да су догађаји представљени из Цезаровог угла и да има веома мало других историјских дела (као нпр. Диона Касија) која могу да послуже као извор.

## Разлози за рат
У политички несложној "слободној Галији" обитавао је велики број племена чија су нам имена позната само Цезаровим посредством. Та племена су била или чисто келтска, или су у њима на власти били келтски прваци. Краљевска власт код Келта је у време Цезара већ нестала уступајући место аристократској владавини. Нека племена, као Едуи, била су савезници Рима. Цела Галија је била увучена у вртлог раних сеоба народа, од којих је једна Цезару дала изговор за напад.
Хелвети, који су насељавали данашњу Швајцарску дошли су под удар Ариовиста, за кога се верује да је био поглавица Свева, тако да су морали да се повуку у правцу Галије. Због тога су се 58. године п. н. е. обратили Цезару, као тамошњем римском управитељу, јер су желели да пређу преко римске провинције која је носила назив Нарбонска Галија (лат. Gallia Narbonensis, данашња Прованса). Међутим, Цезар је ово одбио и дао да се изгради зид који би Хелвете спречио у њиховом науму. Хелвети су једноставно заобишли овај зид, па и римску провинцију Нарбонску Галију, али је Цезар ипак окупио армију узевши и две новоформиране легије из Италије и стигао Хелвете код места Бибракта, где их је тешко поразио и натерао на повратак.
Овакав Цезаров поступак није био потпуно легитиман, јер је римски закон прописивао да војска једино може да води оправдане ратове, док је истовремено Сенат гарантовао помоћ Едуима који у том тренутку, реално, нису били угрожени. Међутим, Цезар је по сваку цену желео да своју управу над овим провинцијама максимално искористи како би повећао свој углед у Риму, па је тако као објаву рата узео Ариовистово насељавање у данашњем Алзасу, територији која се граничила са Галијом, а коју је овај свевски поглавица на поклон добио од једног племена, Секвана, са којима је заједно ратовао против Хелвета. У својим списима Цезар је тврдио да је Ариовист планирао да покори целу Галију, па је у лето 58. п. н. е. кренуо у рат. Ариовист је катастрофално потучен и само чудом је успео да се спасе.

## Први део рата
Иако се већ у походу против Свева показало да римска армија не жели да ратује само да би задовољила амбиције својих војсковођа (каснији римски историчар Дион Касије извештава о скоро отвореним побунама у Цезаровој војсци), Цезар се почетком следеће године, 57. п. н. е., одлучује за још један рискантан поход. Изговор је, овога пута, нашао у наводној завери Белга и осталих Гала, али му је прави циљ од самога почетка било покоравање целе "слободне Галије". Да би постигао овај циљ Цезар је појачао своје трупе на укупно осам легија (у лето 53. п. н. е. под својом командом је имао целих 10 легија). Оволика концентрација војне снаге у рукама само једног управитеља провинције сигурно је узнемирила римски Сенат, посебно јер је ова армија постала моћна ратна машина која се Цезару заклела на верност. Овакав развој догађаја није проистекао само из Цезарове харизме и његовог ратног генија, већ и из чињенице да је он одлично разумевао и материјалне потребе својих војника за чије је намирење, али и попуњавање сопствене касе, често организовао пљачкашке походе против галских села.
У свом походу Цезар се ослањао и на галске савезнике Рима, као што су били Едуи који су веома профитирали од војног похода из године 58. п. н. е., али је рачунао и на пословичну галску неслогу коју је вешто користио за своје циљеве. У првом налету римске легије су продрле на север Галије, тешко поразиле Белге (при чему је племе Неура готово потпуно истребљено) и тако избиле на обалу Атлантика. Цезар је јавио да је цела Галија умирена, што није одговарало истини.
Већ следеће године, 56. п. н. е., Цезар је морао да угуши неколико устанака покореног становништва. Ништа другачије није било ни у годинама које су долазиле, тако да је, практично, сваког лета римска војска била ангажована у гушењу побуна и поновном покоравању Гала. Да би јасније демонстрирао римску војну супериорност, Цезар је предузео и један војни поход преко Рајне у касно лето 55. п. н. е., као и две експедиције на Британска острва (у лето 55. и пролеће 54. п. н. е.). По повратку са другог похода у јесен 54. Цезар је опет морао да гуши устанак Гала, овога пута племена Корнута, који су се побунили због наметања пореза и обавезе да дају помоћне трупе римској војсци.
Новембра 54. римска војска је код Атватука претрпела тежак пораз, када је удеони краљ Ебурона, Амбиорикс, уништио једну легију и пет кохорти римске војске. Цезар, који је зиму проводио у логору Самаробрива (данас Амијен) од тада се свирепо светио цивилном становништво овог ратоборног племена.
Да би зауставили даље истребљење недужног народа, галске старешине су се окупиле и предале Цезару 53. године п. н. е. дозвољавајући и да се погубе вође буне. Пошто су исте године у помоћ немирним Галима пристигла и нека германска племена, одлучио се Цезар на свој други прелазак преко Рајне. Како је ситуација у Галија изгледала мирна Цезар је крајем те године своје трупе повукао у северну Италију јер су у Риму опет избили политички немири. Ту га је почетком 52. године п. н. е. затекла до тада највећа галска буна.

## Галски устанак под Верцингеториксом (52. п. н. е)
Велики галски устанак, који је угрозио плодове Цезарових освајања, избио је у Ценабуму (данашњи Орлеан). Град су на јуриш заузели Корнути који су за свог вођу уздигли младог поглавара Арверна, Верцингеторикса, који је одмах покушао да изолује римске трупе у њиховим оближњим зимовницима. Да би то спречио Цезар је по снегом завејаним планинским превојима довео свеже трупе и поново освојио Ценабум. Тада Гали прелазе на нову, герилску тактику. Уместо сукоба са боље опремљеним и одлично увежбаним римским легијама на отвореном пољу, Верцингеторикс се одлучио да напада развучене римске линије снабдевања. Тек пошто је након огорчене борбе за Аварикум Цезар успео 52. п. н. е. да освоји овај стратешки важан град, римска војска је могла поново да пређе у офанзиву. Најбољи Цезаров војсковођа, Тит Лабијен, добио је задатак да на себе привуче пажњу галских снага, док би Цезар напао Арверне. Уместо очекиване победе Римљани су доживели готово катастрофални пораз у бици код Герговије, након чега су се и друга галска племена, до тада римски савезници (као нпр. Едуи) прикључила устаницима.
Тек у оваквој ситуацији до пуног израза је дошао Цезаров војнички геније. Уместо да се повуче и Галију препусти њеној судбини, Цезар креће у контранапад и у бици код данашњег Дижона на Арманкону поражава Верцингеторикса. И тада галски вођа чини своју фаталну грешку, коју ни до данас историчари нису успели да објасне. Уместо да настави са брзим маневрима у сусрет својим помоћним јединицама, он одлучује да се затвори у тврђаву Алезију. Цезар је брзо реаговао и око утврђења поставио два прстена својих трупа: један који је требало да спречи Гале да напусте град и, други, који је онемогућавао појачању да се пробије до Верцингеторикса. Пошто нису успели да се пробију до града Гали се ускоро повлаче препуштајући своју изгладнелу и измучену браћу у Алезији њиховој даљој судбини. Крајем септембра 52. п. н. е. Верцингеторикс се предао. Као ратни плен Верцингеторикс је одведен у Рим и после учешћа у Цезаровом тријумфу јавно погубљен.

## Крај рата
Пошто се ближио крај његовом намесништву над овим провинцијама Цезар је пожурио да рат победоносно приведе крају. Са друге стране, после одласка Верцингеторикса Гали више нису имали централну фигуру која би могла да се наметне као ратни вођа. Галске поглавице, уморни од рата, које је Цезар придобио слаткоречивим обећањима и богатим даровима, одлучиле су да прихвате римску власт.
Биланс рата је био катастрофалан по Гале. Њихова земља је била толико исцрпљена, племена толико проређена, да је читава провинција била војно обезбеђена већ у 50. години п. н. е. и то у толикој мери да је остала потпуно мирна још и за време римског грађанског рата између Цезара и Помпеја. У овом рату Цезар је успешно користио против свог ривала Помпеја војне одреде очврсле у борбама против Гала.
Десетковано становништво Галије брзо је романизовано, а Галија је постала једна од најзначајнијих римских провинција у којој се гало-римска култура очувала и после пада Западног римског царства у 5. веку нове ере.